# Бертхолд I фон Тек
Бертхолд I фон Тек (на немски: Bertold I von Teck; * ок. 1200; † 9 октомври 1244) от рода на Церингските херцози на Тек, е княжески епископ на Страсбург от 1223 до смъртта си prez 1244 г. по времето на управлението на император Фридрих II и папите Хонорий III, Григорий IX, Целестин IV и Инокентий IV и на митрополитите Зигфрид II фон Епщайн и Зигфрид III фон Епщайн.

## Живот
Той е вторият син на херцог Адалберт II фон Тек († сл. 1215). Брат е на Конрад I († 1235/1248).
След смъртта на последния от Церингите херцог Бертхолд V († 18 февруари 1218), братята Бертхолд I и Конрад I фон Тек продават техните претенции на наследника на Церингите крал Фридрих II.
Бертхолд фон Тек става много млад епископ. Той поддържа основаването на манастири.
Погребан е в капелата „Св. Андреас“ в катедралата на Страсбург. Гробът му се посещавал от болни, които по чудо оздравявали.
- Епископствата на Рейн
- Катедралата на Страсбург